# Racine antérieure du nerf spinal
2 - Neurones moteurs
3 - Moelle spinale
4 - Substance blanche
5 - Substance grise
6 - Racine antérieure ou motrice
7 - Racine postérieure ou sensitive
8 - Ganglion spinal
9 - Nerf spinal
10 - Rameau postérieur ou dorsal
11 - Rameau antérieur ou ventral
12 - Rameaux communicants
13 - Rameau communicant gris
14 - Rameau communicant blanc
15 - Tronc sympathique latérovertébral
16 - rameau interganglionnaire du tronc sympathique
17 - Ganglion du tronc sympathique
Les racines antérieures des nerfs spinaux (ou racines antérieures des nerfs rachidiens ou racines motrices des nerfs rachidiens) sont des racines qui, avec les racines postérieures, forment les nerfs spinaux.
Elles sont constituées de quatre à sept fibres issues du sillon collatéral antérieur de la moelle spinale. Elles sont constituées des fibres motrices centrifuges issues de la corne antérieure de celle-ci.
Elles rejoignent les racines postérieures pour fusionner et donner les nerfs spinaux qui émergent par les foramens intervertébraux.